# Путятин, Николай Абрамович
Никола́й Абра́мович Путя́тин (16 мая 1749, Киев — 13 января 1830, Дрезден) — философ и филантроп из княжеского рода Путятиных.

## Биография
Сын оренбургского губернатора Абрама Артемьевича Путятина. Служил в российской императорской армии, но став свидетелем потрясшей его экзекуции — порки кнутом, со службы уволился. В дальнейшем занимался архитектурой и садоводством. Имел чины камергера и тайного советника.
В Петербурге Путятин познакомился с графиней Елизаветой Карловной (1746—1818), дочерью обер-гофмаршалa Карла Сиверса и женой Якова Сиверса, племянника и протеже её отца. О любовных отношениях Путятина и Елизаветы Сиверс стало известно в 1778 году, это вызвало скандал и развод в семье Сиверсов. 28 января 1782 года Путятин и графиня официально оформили свои супружеские отношения и вместе со второй дочерью Сиверсов Бенедиктой (вероятно, рождённой графиней от Путятина) покинули Россию.

## Вилла Путятина

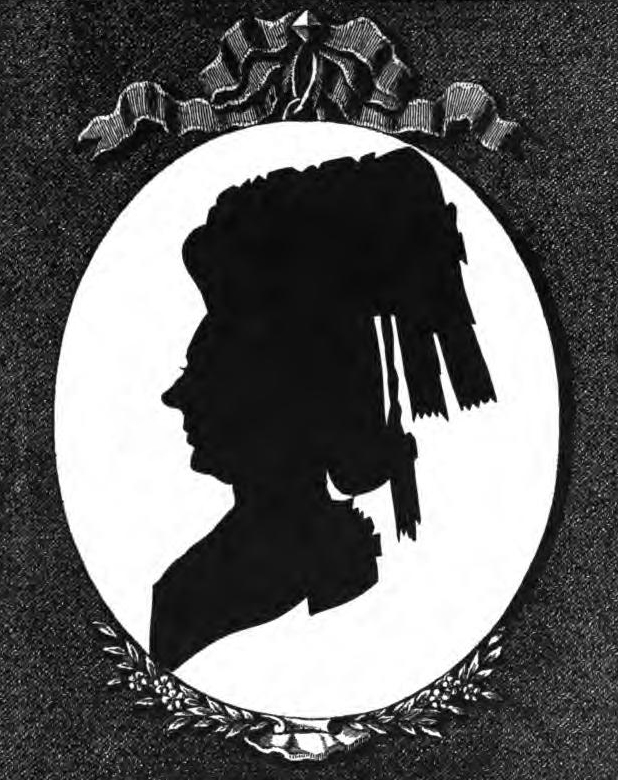
Елизавета Карловна. Силуэт

После многолетних странствий по Европе, в 1797 году, семья остановилась в пригороде Дрездена — селе Кляйнцшахвице (нем. Kleinzschachwitz, сейчас это один из городских районов Дрездена). Здесь по проекту Путятина была построена вилла, имевшая 16 балконов и башню в форме минарета. В саду располагалось множество качелей и подвесная канатная дорога. Парк, разбитый Путятиным при вилле, украшенный гротами и руинами, был доступен всем желающим и широко известен за пределами Дрездена.
Здесь же в Кляйнцшахвице на средства и по проекту князя, который он сделал в 1823 году, была построена бесплатная школа для детей местных крестьян, также поражавшая дрезденцев своей необычной для Германии архитектурой. В 1824 году в Дрездене было издано философское произведение Путятина (на немецком языке) «Worte aus dem Buche der Bücher» (рус. Слова из книги книг). Стиль жизни Путятина способствовал закреплению за ним прозвища «дрезденский оригинал».
Похоронен князь в Дессау, в спроектированном им же фамильном склепе (там же похоронены его жена и дочь).

## В память о князе

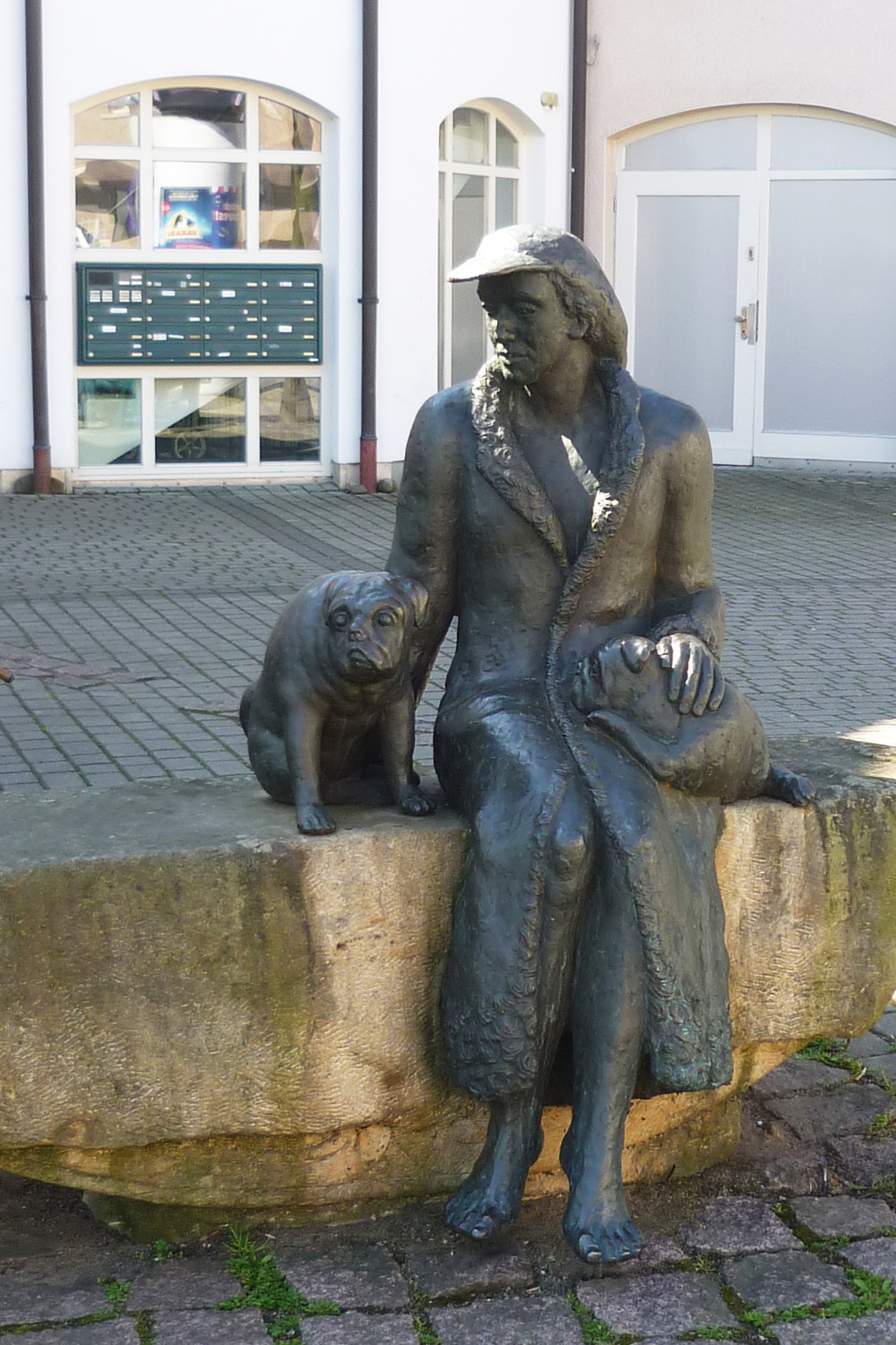
Памятник

Культурный центр — «Дом Путятина» в Дрездене. 2008 год

Сохранившаяся до настоящего времени (2011 год) в оригинальном виде, построенная по проекту и на средства князя Путятина сельская школа, с 1874 года используемая как жилой дом, в 1961 году (и вторично в 1993 году) была отреставрирована и передана в общественное пользование местной коммуне как культурный центр, названный в честь мецената — «Дом Путятина» (нем. Putjatinhaus). В настоящее время «Дом Путятина» является памятником архитектуры. В 1997 году в Дрездене в Кляйнцшахвице князю Н. А. Путятину на площади, носящей его же имя, был поставлен памятник, представляющий из себя бронзовую скульптуру князя в полный рост в натуральную величину, который в длинном пальто, но без брюк и обуви сидит на оригинальной скамье из песчаника. В 2000-х одна из дрезденских пекарен начала производство фирменного хлеба «Князь Путятин».

### Архивы
- Гостевая книга князя Н. А. Путятина и «Worte aus dem Buche der Bücher» в дрезденской Саксонской государственной и университетской библиотеке
- Личная переписка князя в Госархиве в Детмолде
- Различная печатная информация о князе Н. А. Путятине в городском архиве г. Дессау